# Pšeníčko rozkladité
Pšeníčko rozkladité (Milium effusum) je druh vysoké trávy z čeledi lipnicovitých.

## Výskyt
Roste téměř v celém mírném pásmu Eurasie včetně Japonská a Číny a dále v Severní Americe. V České republice se vyskytuje, místy až hojně, na vlhčích zatravněných pozemcích, ve světlých lužních lesích, v bučinách a okolo potoků. Vyhovuje mu humózní, vlhká půda a polostín.

## Popis
Je to vytrvalá trsnatá tráva se stéblem při kvetení vysokým i přes 1 m. Lesklé světlezelené stéblo vybíhá ze štíhlého výběžkatého oddenku. Listy vyrůstající z hladké pochvy jsou chabé, podlouhle kopinaté a stočené tak, že jejich líc je vespod a rub nahoře. Jsou 10 až 20 cm dlouhé a 5 až 15 mm široké, měkké a lysé, na jejich bázi je blanitý jazýček asi 5 mm dlouhý.
Drobné, zepředu jemně zmáčknuté jednokvěté klásky bývají dlouhé 3 až 4 mm a mívají zelenou nebo nafialovělou barvu. Jsou vejčitého tvaru a mají krátké úzké stopky vyrůstající po stranách tenkých, do přeslenů uspořádaných větviček široké a řídké laty. Volné vztyčené latnaté květenství pyramidálního obrysu bývá dlouhé i přes 30 cm a po odkvětu se svěsí. V květu jsou tři tyčinky a dvě pérovité blizny vyčnívající po stranách z klásku. Vespod klásku jsou dvě vejčité bezosinaté, téměř shodně veliké plevy, dlouhé 3 mm. Pluchy, také bez osin, jsou o něco málo kratší. Pšeníčko rozkladité kvete v květnu až červenci. Obilky jsou eliptické, dlouhé asi 2 mm. Je to travina vhodná ke krmení.